# Гај (Србац)
Гај је насељено мјесто у општини Србац, Република Српска, БиХ. Према попису становништва из 1991. у насељу је живјело 5 становника.

## Становништво
| Демографија | Демографија | Демографија |
| Година      | Становника  | Становника  |
| ----------- | ----------- | ----------- |
| 1948.       | 314         |             |
| 1953.       | 334         |             |
| 1961.       | 324         |             |
| 1971.       | 230         |             |
| 1981.       | 95          |             |
| 1991.       | 5           |             |
| 1993.       | 5           |             |